# Kangana Ndiwa
Lord Kangana Ndiwa (Maquela do Zombo, 28 febbraio 1984) è un ex calciatore della Repubblica Democratica del Congo, di ruolo centrocampista.

## Carriera

### Nazionale
Ha debuttato in Nazionale il 25 gennaio 2004, in RD del Congo-Guinea (1-2), subentrando a Michél Mazingu-Dinzey al minuto 85. Ha partecipato, con la Nazionale, alla Coppa d'Africa 2004. Ha collezionato in totale, con la maglia della Nazionale, due presenze.